# Ratpenat americà oriental
El ratpenat americà oriental (Pipistrellus subflavus) és una espècie de ratpenat de la família dels vespertiliònids. Viu a l'est de Nord-amèrica i, més concretament, a l'àrea compresa entre el sud d'Ontario, Kansas, Texas, l'est de Mèxic i l'oceà Atlàntic.